# Kirche zum Heiligen Kreuz (Pakens)

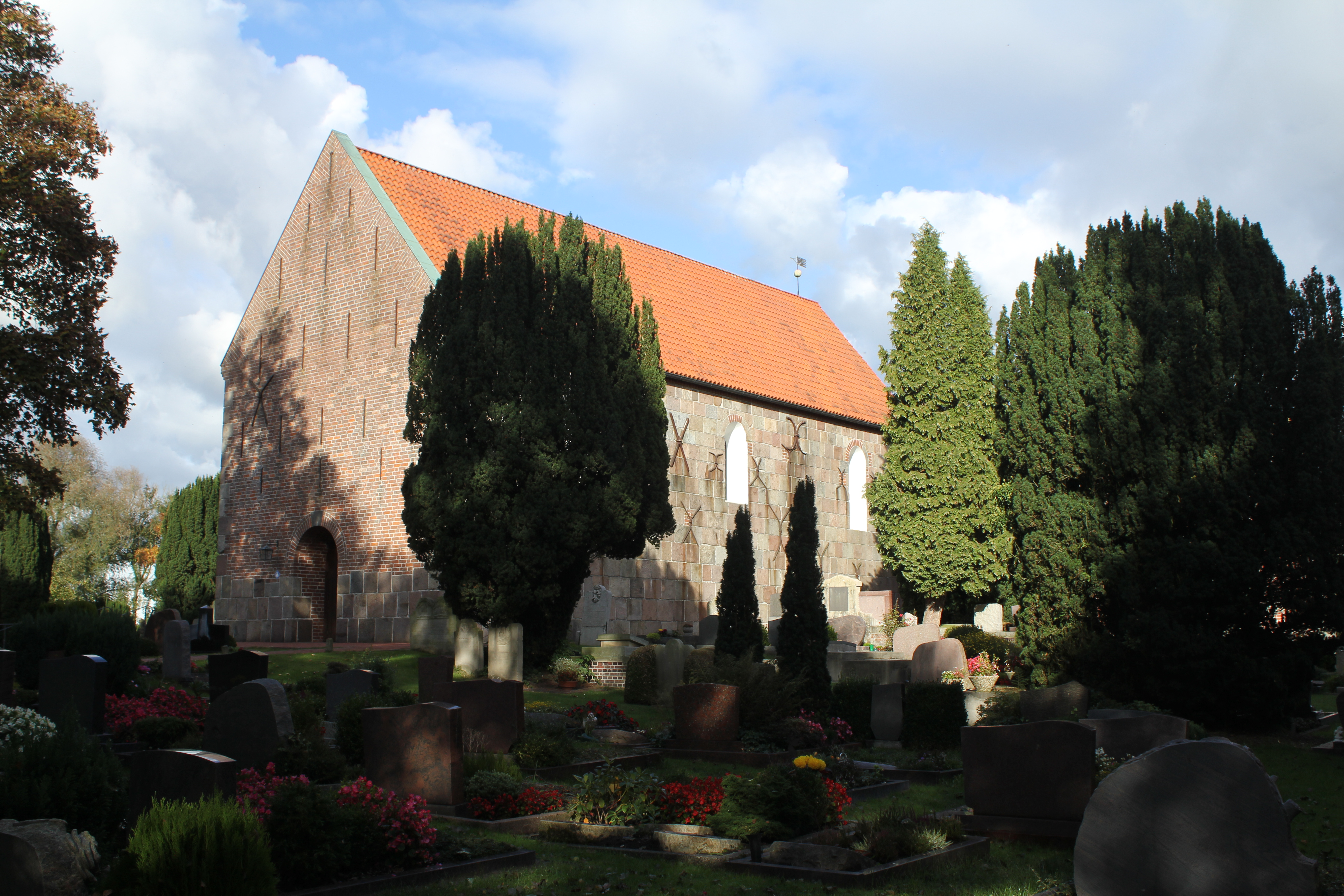
Kirche zum Heiligen Kreuz

Die Kirche zum Heiligen Kreuz im wangerländischen Dorf Pakens ist das Gotteshaus der evangelisch-lutherischen Kirchengemeinde Pakens-Hooksiel. Die Kirche, die zu Beginn des Spätmittelalters im romanischen Baustil errichtet wurde, steht auf dem erhöhten Westende eines ehemaligen Seedeiches. Sie ist eine von dreizehn Stationen des Wangerländischen Pilgerweges.

## Baubeschreibung

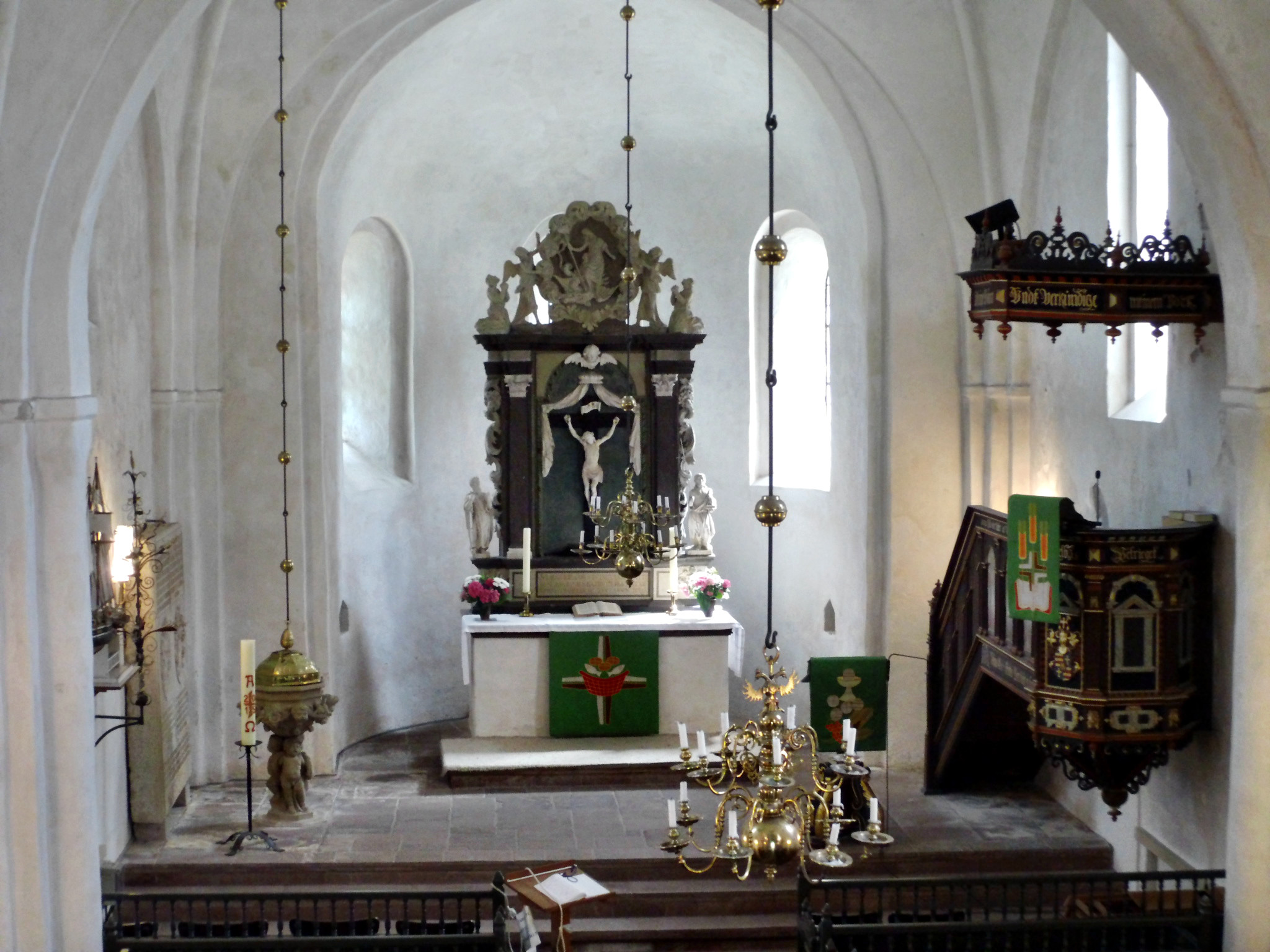
Altar und Kanzel der Kirche zu Pakens

Die von einem Friedhof umgebene Kirche zum Heiligen Kreuz ist eine rechteckige Einraumkirche mit einer nach Osten hin angebauten halbrunden Apsis. Die Länge des Gotteshauses beträgt 22, seine Breite 7, der Halbmesser der Apsis 2,25 Meter. Die Wände der Kirche sind etwa anderthalb Meter dick. Der Raum zwischen der äußeren Granit- und der inneren verputzten Backsteinmauer wurde mit Geröll und Abschlägen verfüllt. Südlich des Kirchenschiffes befindet sich der frei stehende Glockenturm, ein sogenannter Parallelmauerturm mit vier Glocken.
Die Nord- und Südwand der Pakenser Kirche sowie die unteren Abschnitte ihrer Ost- und Westwand bestehen aus Granitquader, die mit horizontal durchlaufenden Lagerfugen verbaut wurden. Die obere Ostwand besteht aus Backsteinen im Klosterformat, die im Giebelbereich im Fischgrätmuster vermauert wurden. Die Westwand besteht ebenfalls aus Backsteinen, die im unregelmäßigen Verband vermauert wurden. Im Giebelbereich finden sich verschiedene Schmuckformen. Den oberen Abschluss der beiden Granitmauern bildet das sogenannte Deutsche Band. Das Mauerwerk wird durch zahlreiche Anker zusammengehalten. 
Das Eingangsportal befindet sich auf der Westseite. Jeweils drei rundbogige Fensteröffnungen mit schrägen Laibungen sind in den oberen Teilen der Nord- und Südwand eingelassen. Drei weitere – allerdings erheblich kleinere – Rundbogenfenster finden sich in der Apsis. Über dem mittleren Fenster ist ein Sandsteinrelief eingelassen, das den gekreuzigten Christus sowie dessen Mutter Maria und den Apostel Johannes zeigt. 
Das Kirchendach trägt an seinem östlichen Ende eine auf einer Kugel montierte Wetterfahne.
Der Weg in die Kirche führt durch einen Vorraum, der sich unter der Orgelempore befindet und durch eine verglaste Holzwand mit Mitteltür vom eigentlichen Kirchenschiff abgetrennt ist. Von hier führt auf der linken Seite eine Treppe zur Orgelempore; auf der rechten Seite liegt die kleine Sakristei. Die Kirchenbänke, ein aus den 1640er Jahren stammendes Kastengestühl mit Balustergeländer im oberen Teil, stehen rechts und links des einzigen Ganges, der den Eingangsbereich mit dem  Chorraum verbindet.

## Orgel

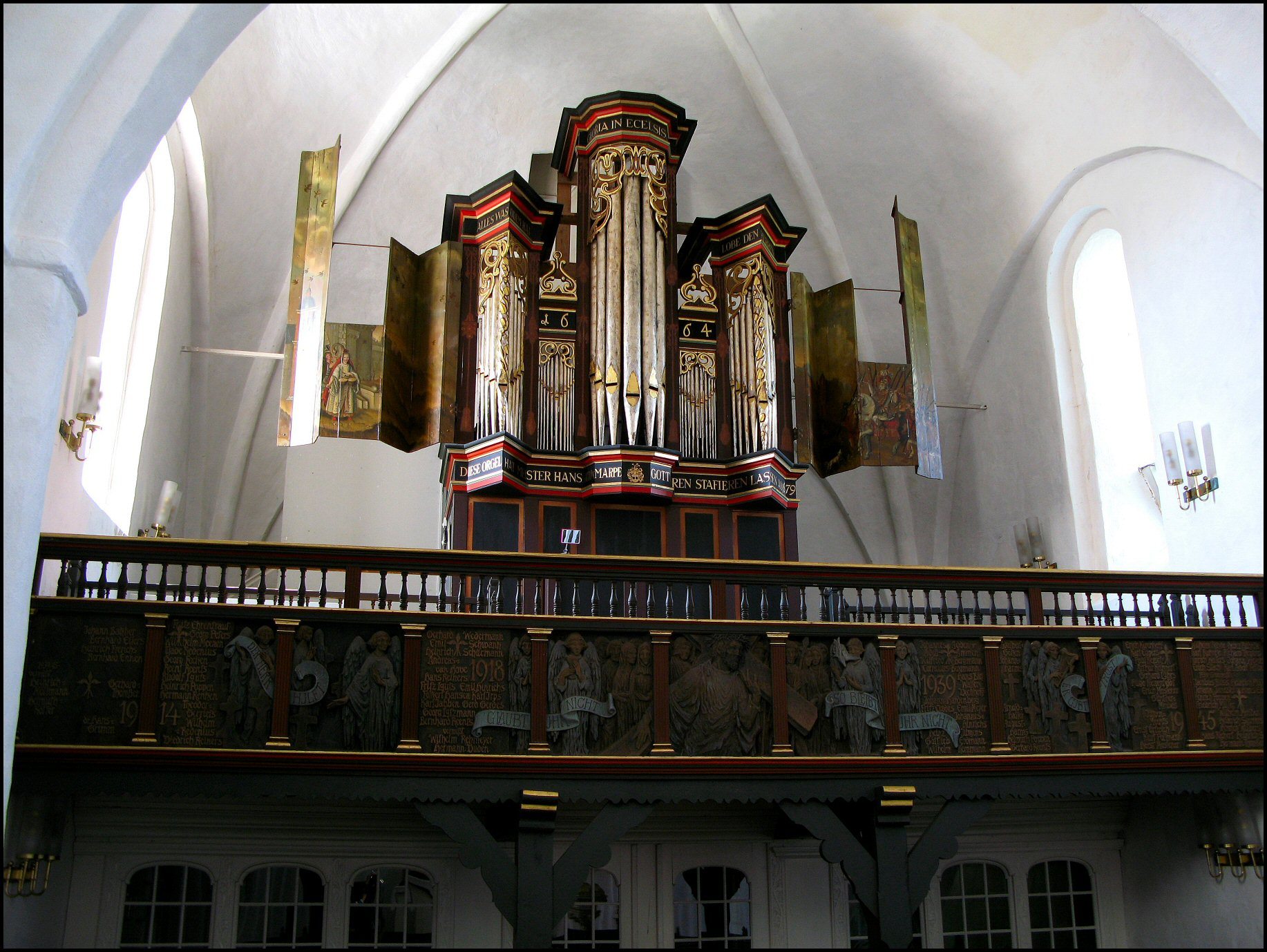
Orgel der Kirche zum Heiligen Kreuz

Die Orgel wurde 1664 vom Hamburger Orgelbaumeister Joachim Richborn gebaut. Das Werk hatte 8 Stimmen auf einem Manual, hiervon sind 4 Register original erhalten. Ursprünglich hatte sie folgende Disposition:
| Manual CDEFGA–a2      |    |
| Prinzipal             | 8′ |
| Gedackt               | 8′ |
| Octav                 | 4′ |
| Flöte                 | 4′ |
| Nasat                 | 3′ |
| Mixtur III–IV         |    |
| Trompete              | 8′ |
| Regal                 | 8′ |
| Schwebung (Tremulant) |    |
| Vogelschrei           |    |

- Koppeln: II/I, I/P, II/P
- Temperatur: vermutlich mitteltönig
- Stimmung: ca. 1 Ganzton höher

1679 erhielt die Orgel eine Farbfassung. Johann Friedrich Constabel führte 1756 eine Reparatur durch. Im Jahr 1897 erfolgte ein Umbau und Erweiterung durch ein Pedalwerk durch den Oldenburger Orgelbauer Schmid III. Dabei wurden neue mechanische Kegelladen und neue Kastenbälge eingebaut. Im Zeitraum zwischen 1937 und 1960 baute Alfred Führer (Wilhelmshaven) das Instrument mehrfach um. 1937 erfolgte der Neubau pneumatischer Kegelladen, eines Magazinbalgs und einiger neuer Stimmen. 1951, 1957 und 1960 unternahm Alfred Führer den Neubau einer mechanischen Schleifladenorgel unter Beibehaltung der alten Register. Aus Magazinbeständen wurde ein sehr altes Register Oktav 2′ hinzugefügt, das zunächst im Hinterwerk stand. Durch Bartelt Immer (Norden) erfolgte schließlich 1999 die Reinigung und Nachintonation der alten Register sowie die Zusammenfassung alter Stimmen im Hauptwerk.
Die heutige Disposition lautet folgendermaßen:
| I Hauptwerk C–f3 |    |   |
| Prinzipal        | 8′ | W |
| Quintade         | 8′ | Y |
| Oktav            | 4′ | W |
| Rohrflöte        | 4′ | Y |
| Oktav            | 2′ | Z |
| Mixtur III       |    | W |
| Dulcian          | 8′ | Y |

| II Hinterwerk C–f3 |       |   |
| Gedackt            | 8′    | W |
| It. Prinzipal      | 4′    | Z |
| Gemshorn           | 2′    | Y |
| Nasard             | 1 ⁄3′ | Y |

| Pedal C–d1 |       |   |
| Subbaß     | 16′   | X |
| Oktav      | 8′    | Z |
| Nachthorn  | 4′    | Y |
| Rohrquinte | 2 ⁄3′ | Y |

- Koppeln: II/P

Anmerkungen
1. ↑  alt, aus Magazinbeständen

W = Joachim Richborn, Hamburg (1664)
X = Johann Martin Schmid (Schmid III) (1897)
Y = Alfred Führer, Wilhelmshaven (1937)
Z = Alfred Führer (1951/57/60)

## Pakenser Pastoren von der Reformation bis 1917
Die in folgender Liste gemachten Angaben sind, sofern nicht anders vermerkt, dem Verzeichnis der Prediger des Herzogtums Oldenburg entnommen.
| Geistliche                       | Zeitraum    | Anmerkungen |
| -------------------------------- | ----------- | --- |
| Dominus Everhard                 | vor 1540    | Everhardus war „der erste, der nach Abschaffung des Pabstthums das Evangelium hieselbst gepredigt. Liegt nächst dem Chor begraben.“                                                                              |
| Petrus Kempis                    | 1540? bis ? | Kempis entwickelte eine an die Deutsche Messe Martin Luthers angelehnte Liturgie – zunächst für Jever, dann für Pakens.                                                                                          |
| Magister Johannes Wagner         | 1585–1588   | Wagner stammte gebürtig aus Oldenburg. |
| Fridericus Bose                  | 1588–1596   | |
| Arnoldus Rudolphi                | 1596–1619   | Rudolphi verstarb in Pakens. Seine Grabplatte befindet sich im Vorraum der Heilig-Kreuz-Kirche. |
| Magister Theodorus Eimken        | 1619–1631   | Eimken stammte gebürtig aus Hannover. |
| Vakanz                           | 1631–1634   | |
| Magister Ericus Notelius         | 1634–1657   | Notelius stammte gebürtig aus Hannover. Er hielt Ende August 1634 den Trauergottesdienst für den verstorbenen jeverschen Superintendenten Aegidius Conrad Gualtperius. Die Predigt liegt in gedruckter Form vor. |
| Magister Lüderus Wiggers         | 1657–1659   | Wiggers stammte gebürtig aus Berne. |
| Georgius Decker                  | 1658–1693   | Decker stammte gebürtig aus Hamburg. |
| Mathias Cajus Ahrends            | 1694–1728   | Ahrends stammte gebürtig aus Delmenhorst. |
| Christian Carstens               | 1728–1754   | Carstens stammte gebürtig aus Minsen im Wangerland. |
| Anton Günther Rittershusen       | 1754–1775   | Rittershusen stammte gebürtig aus Neuende (heute Stadtteil von Wilhelmshaven). |
| Vakanz                           | 1775–1777   | |
| Friedrich August Janssen         | 1777–1784   | Janssen stammte gebürtig aus Neuende. |
| Konrad Friedrich Berlage         | 1785–1793   | Berlage stammte gebürtig aus Neuende. |
| Heinrich Toel                    | 1793–1800   | Toel stammte gebürtig aus Jever. |
| Christian Carstens               | 1800–1808   | Carstens stammte gebürtig aus Funnens bei Hohenkirchen. |
| Wilhelm Tiarks                   | 1808–1823   | Tiarks stammte gebürtig aus Jever. |
| Friedrich Wilhelm August Reuter  | 1823–1827   | Reuter stammte gebürtig aus St. Joost. |
| Franz Berlage                    | 1827–1837   | Berlage stammte gebürtig aus Pakens. Er war der Sohn des früheren Pakenser Pastors Konrad Friedrich Berlage. |
| Christian Carl Wöhrmann          | 1838–1849   | Wöhrmann stammte gebürtig aus Eutin. |
| Martin Bernhard Ludwig Geiler    | 1849–1870   | Geiler stammte gebürtig aus Oldenburg. |
| Ludwig Konrad Martin Schauenburg | 1870–1886   | Schauenburg stammte gebürtig aus Sandel. |
| Johann August Wilhelm Zeidler    | 1887–1888   | Zeidler stammte gebürtig aus Bremervörde. |
| Vakanz                           | 1888–1890   | |
| Wilhelm Gerhard Janssen          | 1890–1897   | Jannsen stammte gebürtig aus Friedeburg. |
| Diedrich Schmidt                 | 1898–1901   | Schmidt stammte gebürtig aus Sandhausen bei Hasbergen, |
| Adolf Gustav Dietrich Bergmann   | 1901–1911   | Bergmann stammte gebürtig aus Eckwarden. |
| Hermann Max Hille                | 1912–1917   | Hille stammte gebürtig aus Alt-Eibau in Sachsen. Er war der letzte Pastor der Heilig-Kreuz-Kirche, der ausschließlich für die Kirchengemeinde Pakens-Hooksiel tätig war.                                         |